# NGC 2713
NGC 2713 (również PGC 25161 lub UGC 4691) – galaktyka spiralna z poprzeczką (SBab), znajdująca się w gwiazdozbiorze Hydry. Odkrył ją Albert Marth 3 marca 1864 roku.
W galaktyce tej zaobserwowano supernową SN 1968E.